# Limberk, Grebinj
Limberk (nemško Limberg) je naselje v Občini Grebinj v Okraju Velikovec na Koroškem v Avstriji.